# ملانی گارسیا
ملانی گارسیا (متولد ۱۰ ژوئن 2007) خواننده اسپانیایی است. او در سال ۲۰۱۸ برنده صدای بچه‌ها شد و به عنوان نماینده اسپانیا در مسابقه آواز جونیوریوویژن ۲۰۱۹ که در ۲۴ نوامبر در گلیویس، لهستان برگزار شد، با آهنگ "Marte" به نمایندگی از اسپانیا به مقام سوم رسید. در می ۲۰۱۸، ملانی برنده فصل چهارم صدای بچه‌ها در کشورش شد.